# Legkevésbé fejlett országok
A legkevésbé fejlett országok (least developed country, LDC) azon országok csoportja, melyek az ENSZ adatai szerint a legalacsonyabb szocioökonómiai fejlettségi mutatókkal, a legalacsonyabb emberi fejlettségi indexszel rendelkeznek az összes ország közül.

A legkevésbé fejlett országok, az ENSZ 2023-as adatai alapján
legkevésbé fejlett országok
korábbi országok a listán

## Fogalma, ismérvei
A legkevésbé fejlett országok fogalma az 1960-as évek végén jelent meg, az ENSZ 2768-as számú (XXVI) határozatában 1971. november 18-án listázta először az akkor még 51 országból álló LDC-csoportot. Három feltétel teljesülése esetén tekintenek egy országot az LDC-csoportba tartozónak:
- Alacsony jövedelem (a bruttó nemzeti jövedelem – GNI – egy főre eső hároméves átlaga 905 amerikai dollárnál kisebb, az 1086 USD-t meg kell haladnia, hogy lekerüljön a listáról)
- Emberi erőforrásbeli gyengeségek (a táplálkozásra, egészségre, oktatásra és a felnőttek írni-olvasni tudására vonatkozó indikátorok alapján)
- Gazdasági sebezhetőség (a mezőgazdasági termelés instabilitásán, az áruk és szolgáltatások kivitelének instabilitásán, a nem hagyományos tevékenységek gazdasági fontosságán, az áruk exportkoncentrációján, a gazdaság kis méretéből fakadó hátrányokon és a természeti katasztrófák miatt otthonukat elhagyni kényszerültek arányán alapul).

Az LDC-kritériumok alapján a listát háromévente újraértékeli az ENSZ Gazdasági és Szociális Tanácsának (Economic and Social Council, ECOSOC) fejlesztéspolitikai bizottsága (Committee for Development Policy, CDP). Az indikátorok változásával az országok „kitörhetnek” a legkevésbé fejlett országok kategóriából a fejlődő országok közé.
Az Egyesült Nemzetek a legkevésbé fejlett országok, tengerparttal nem rendelkező fejlődő országok és a fejlődő kis szigetországok számára kijelölt főképviselőjének Hivatala (United Nations Office of the High Representative for the Least Developed Countries, Landlocked Developing Countries and Small Island Developing States, UN OHRLLS) koordinálja az LDC-országok ENSZ-támogatását és látja el érdekképviseletüket. Jelenleg (2011. január) 48 ország van LDC-státusban.
A lista 1971-es létrehozása óta mindössze hat országnak sikerült kitörnie az LDC-státusból. Botswana 1994-ben, a Zöld-foki Köztársaság 2007-ben, a Maldív-szigetek 2011. január 1-jén került át a fejlődő országok közé. 2011-ben az ENSZ Egyenlítői-Guineát, Szamoát, Tuvalut és Vanuatut valószínűsítette a három év múlva esedékes előre sorolás jelöltjeiként. Szamoa végül 2014-ben feljebb is lépett. Egyenlítői-Guineát végül 2017-ben sorolták feljebb, míg Vanuatut 2020-ban. Bhután 2023-ban, míg São Tomé és Príncipe  2024-ben hagyta el a kategóriát és kerültek át a fejlődő országok közé.
Az ENSZ tízévente hív össze LDC-konferenciát. A legutóbbit 2011 májusában, Isztambulban tartották, ahol az eddig lassú haladást kárhoztatva úgy határoztak, az oktatási és szociális programokra való eddigi összpontosítás helyett a hangsúlyt a hatékonyság növelésére és a munkahelyteremtésre teszik. A fejlett országok 2013-ig bruttó nemzeti jövedelmük (GNI) 0,15%-át, ezután 0,2 százalékát fordítanák az LDC-államok támogatására (az eddigi összeg dupláját), és folytatni kívánják az adósságok egy részének vagy egészének leírását. A célkitűzés szerint tíz éven belül a felére csökkentenék az LDC-államok számát.

## Jellemzői
Az LDC-csoport 2011-ben a világ népességének 12%-át alkotja, a világkereskedelemben súlya mindössze 1%; lakosságának 75%-a napi két dollárnál kevesebből él, csaknem 34%-a nem jut elegendő táplálékhoz; az itt szülő nők közül minden 16. komplikációk miatt meghal.

## 21. századi listák
| - Angola - Benin - Burkina Faso - Burundi - Közép-afrikai Köztársaság - Csád - Comore-szigetek - Kongói Demokratikus Köztársaság - Dél-Szudán - Dzsibuti - Eritrea - Etiópia - Gambia - Guinea - Bissau-Guinea - Lesotho | - Libéria - Madagaszkár - Malawi - Mali - Mauritánia - Mozambik - Niger - Ruanda - Szenegál - Sierra Leone - Szomália - Szudán - Togo - Tanzánia - Uganda - Zambia | - Afganisztán - Banglades - Kambodzsa - Kelet-Timor - Laosz - Mianmar - Nepál - Jemen - Kiribati - Salamon-szigetek - Tuvalu - Haiti |

## Korábbi listák
- Szikkim (1975-ben India magába olvasztotta, most annak szövetségi állama)[14][15]
- Botswana (1994-ben lépett feljebb)
- Zöld-foki Köztársaság (2007-ben lépett feljebb)
- Maldív-szigetek (2011-ben lépett feljebb)[16][17]
- Szamoa (2014-ben lépett feljebb)[18]
- Egyenlítői-Guinea (2017-ben lépett feljebb)[19]
- Vanuatu (2020-ban lépett feljebb)[20]
- Bhután (2023. decemberben lépett feljebb) [21]
- São Tomé és Príncipe (2024. decemberben lépett feljebb) [22]

### Országok, melyek várhatóan elhagyják a besorolást a közeljövőben
- Nepál ki lett választva, hogy elhagyva a besorolás feljebb léphet 2018-ban. A nepáli kormányzat kérvényezte, hogy halasszák későbbre, 2021-re az átsorolást. [23] Később további öt év halasztást kértek.
- Angola ki lett jelölve, hogy feljebb kerülhet 2021-ben, de az átsorolási dátumot kitolták még három évvel, mivel gazdasági nehézségek merültek fel az országban.[24]
- Banglades már két alkalommal is teljesítette azokat az elvárt gazdasági mutatókat amik alapján feljebb kerülhetett volna, először 2018-ban, majd 2021-ben ismét. Az ország hivatalosan 2026. novemberében fogja elhagyni a besorolást, két évvel később mint az tervben volt, mivel a 2019-2020-as koronavírus-járvány miatt bevezetett gazdasági intézkedések visszavetették az ország fejlődését.[25]
- Laosz Nepállal együtt várhatóan 2026 novemberében kerül majd átsorolásra.[26]
- A  Salamon-szigetek esetében a várható átsorolás becsült dátuma 2027. decembere.[27]
- Kambodzsa, a  Comore-szigetek,  Dzsibuti,  Szenegál és  Zambia esetében a legkorábbi dátum a feljebb kerülésre 2027 utánra várható.[28][27]

## Külső hivatkozások
- Office of the High Representative for the Least Developed Countries, United Nations
- United Nations List of LDC's
- Fourth UN Conference on the LDC's Archiválva 2011. február 6-i dátummal a Wayback Machine-ben
- "Being least developed", T.K. Jarayaman, Fiji Times, 3 February 2009
- UN LDC-IV Civil Society Forum

## Fordítás
- Ez a szócikk részben vagy egészben a Least developed country című angol Wikipédia-szócikk ezen változatának fordításán alapul.  Az eredeti cikk szerkesztőit annak laptörténete sorolja fel. Ez a jelzés csupán a megfogalmazás eredetét és a szerzői jogokat jelzi, nem szolgál a cikkben szereplő információk forrásmegjelöléseként.